# Knighthawks de Rochester
 (août 2011).
Les Knighthawks de Rochester étaient une franchise américaine de crosse en salle évoluant en National Lacrosse League entre 1995 et 2019. Basés à Rochester (New York), les K-Hawks jouaient au Blue Cross Arena, enceinte de 11 215 places inaugurée en 1955.

## Histoire
Les Knighthawks étaient précédemment membres de la Major Indoor Lacrosse League (MILL) de 1995 à 1997. Ils sont membres de la NLL depuis l'inauguration de la ligue en 1997. La franchise a toujours atteint les playoffs depuis sa création et les a remportés en 1997.

## Saison par saison
| Saison         | Division   | V-D     | Class. | Dom   | Ext   | GF    | GA    | Entraîneur    | Playoffs                           |
| -------------- | ---------- | ------- | ------ | ----- | ----- | ----- | ----- | ------------- | ---------------------------------- |
| 1995           | --         | 4-4     | 3e     | 3-1   | 1-3   | 97    | 94    | Barry Powless | Finaliste                          |
| 1996           | --         | 6-4     | 4e     | 4-1   | 2-3   | 148   | 137   | Barry Powless | Défaite en demi-finale             |
| 1997           | --         | 5-5     | 4e     | 2-3   | 3-2   | 156   | 136   | Barry Powless | Vainqueur                          |
| 1998           | --         | 6-6     | 3e     | 3-3   | 3-3   | 168   | 159   | Paul Day      | Défaite en demi-finale             |
| 1999           | --         | 8-4     | 3e     | 4-2   | 4-2   | 169   | 160   | Paul Day      | Finaliste                          |
| 2000           | --         | 8-4     | 3e     | 5-1   | 3-3   | 187   | 149   | Paul Day      | Finaliste                          |
| 2001           | --         | 10-4    | 3e     | 6-1   | 4-3   | 198   | 159   | Paul Day      | Défaite en demi-finale             |
| 2002           | Centre     | 13-3    | 2e     | 8-0   | 5-3   | 261   | 202   | Paul Day      | Défaite en demi-finale             |
| 2003           | Centre     | 12-4    | 1re    | 6-2   | 6-2   | 214   | 173   | Paul Day      | Finaliste                          |
| 2004           | Est        | 8-8     | 2e     | 6-2   | 2-6   | 173   | 186   | Paul Day      | Défaite en demi-finale de division |
| 2005           | Est        | 10-6    | 3e     | 5-3   | 5-3   | 193   | 179   | Paul Day      | Défaite en finale de division      |
| 2006           | Est        | 9-7     | 2e     | 6-2   | 3-5   | 196   | 180   | Ed Comeau     | Défaite en finale de division      |
| 2007           | Est        | 14-2    | 1re    | 8-0   | 6-2   | 249   | 194   | Ed Comeau     | Vainqueur                          |
| 2008           | Est        | 8-8     | 5e     | 4-4   | 4-4   | 197   | 171   | Ed Comeau     | --                                 |
| 2009           | Est        | 7-9     | 4e     | 6-2   | 1-7   | 169   | 197   | Paul Gait     | Défaite en demi-finale de division |
| 2010           | Est        | 7-9     | 5e     | 4-4   | 3-5   | 155   | 181   | Paul Gait     | --                                 |
| 2011           | Est        | 10-6    | 3e     | 4-4   | 6-2   | 176   | 159   | Mike Hasen    | Défaite en demi-finale de division |
| 2012           | Est        | 7-9     | 2e     | 5-3   | 2-6   | 191   | 197   | Mike Hasen    | Vainqueur                          |
| 2013           | Est        | 8-8     | 2e     | 3-5   | 5-3   | 179   | 165   | Mike Hasen    | Vainqueur                          |
| Total          | 18 saisons | 160-110 |        | 92-43 | 68-66 | 3,476 | 3,198 |               |                                    |
| Total playoffs |            | 18-13   |        | 9-3   | 9-10  | 372   | 366   |               |                                    |